# Cimîrivka, Starobilsk
Cimîrivka (în ucraineană Чмирівка) este localitatea de reședință a comunei Cimîrivka din raionul Starobilsk, regiunea Luhansk, Ucraina.

## Demografie
Componența lingvistică a localității Cimîrivka
     Ucraineană (87,91%)
     Rusă (12%)
     Alte limbi (0,04%)
Conform recensământului din 2001, majoritatea populației localității Cimîrivka era vorbitoare de ucraineană (87,91%), existând în minoritate și vorbitori de rusă (12%).